# La Falda
La Falda è un comune argentino del dipartimento di Punilla, nella provincia di Córdoba. Si trova nella valle di Punilla.

## Toponomastica
Questa città si denomina La Falda (La Gonna), per ubicarsi su un allargato pendio (in sp. argentino: "falda") delle Sierras Chicas.

## Attrattive

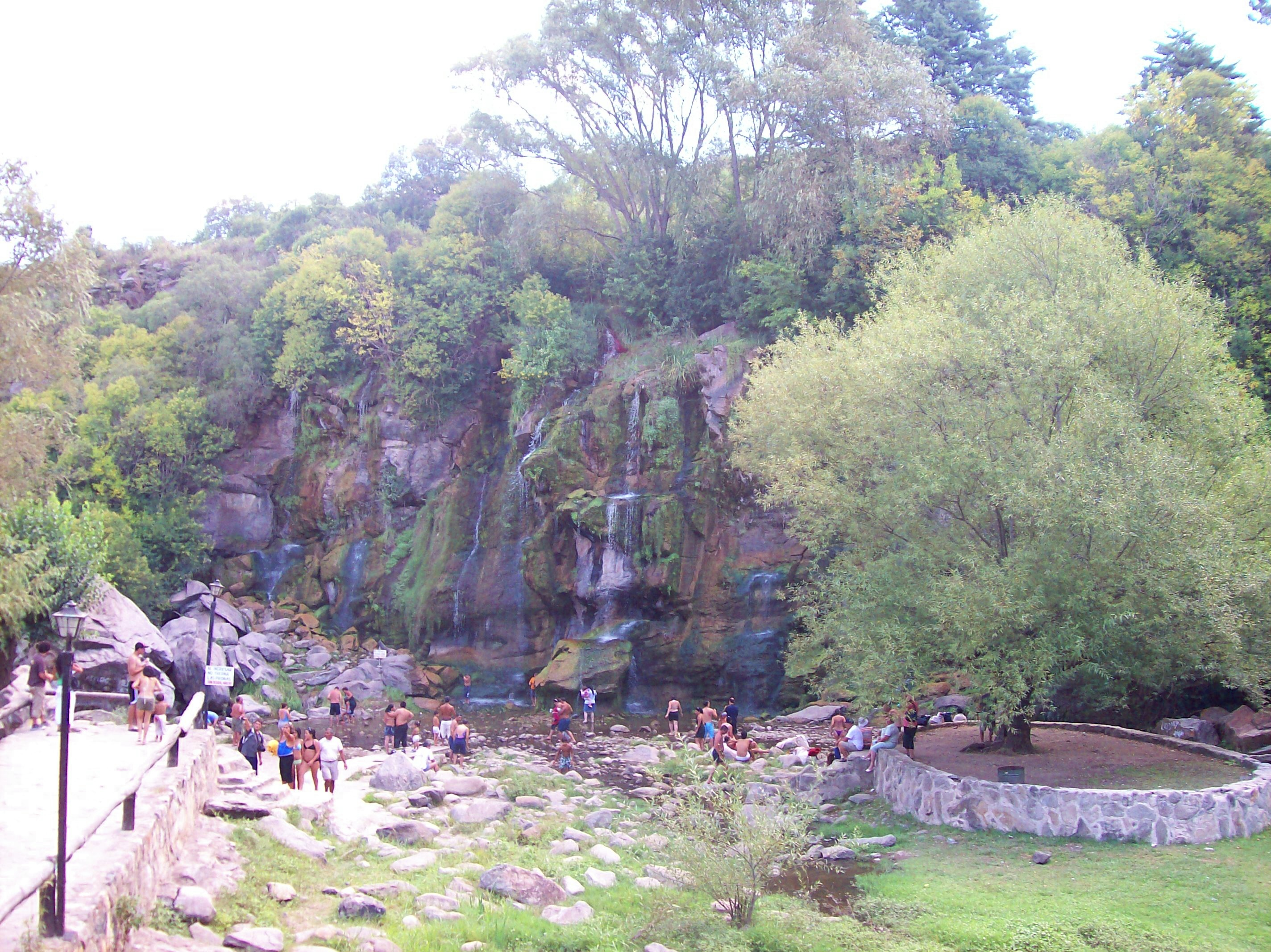
Sorgente delle Sette Cascate, presso a La Falda / La Gonna (ma in questo caso il toponimo La Falda / La Gonna significa al soave pendio montagnoso in cui si trova il nucleo di questa piccola città)

Questa città è dotata di begli paesaggi come lo Stabilimento balneare delle Siete Cascadas / Sette Cascate, la caverna El Sauce / Il Salice, boschi, laghi ecc. e un clima molto ameno. Il suo paesaggistico accesso orientale per la chiamata Camino del Cuadrado / Verso d'il Quadrato.

D'altra parte questa città è diventata famosa per le sue festività alternate di tango e di rock e per le rovine del quasi mitico "Hotel Edén".
.

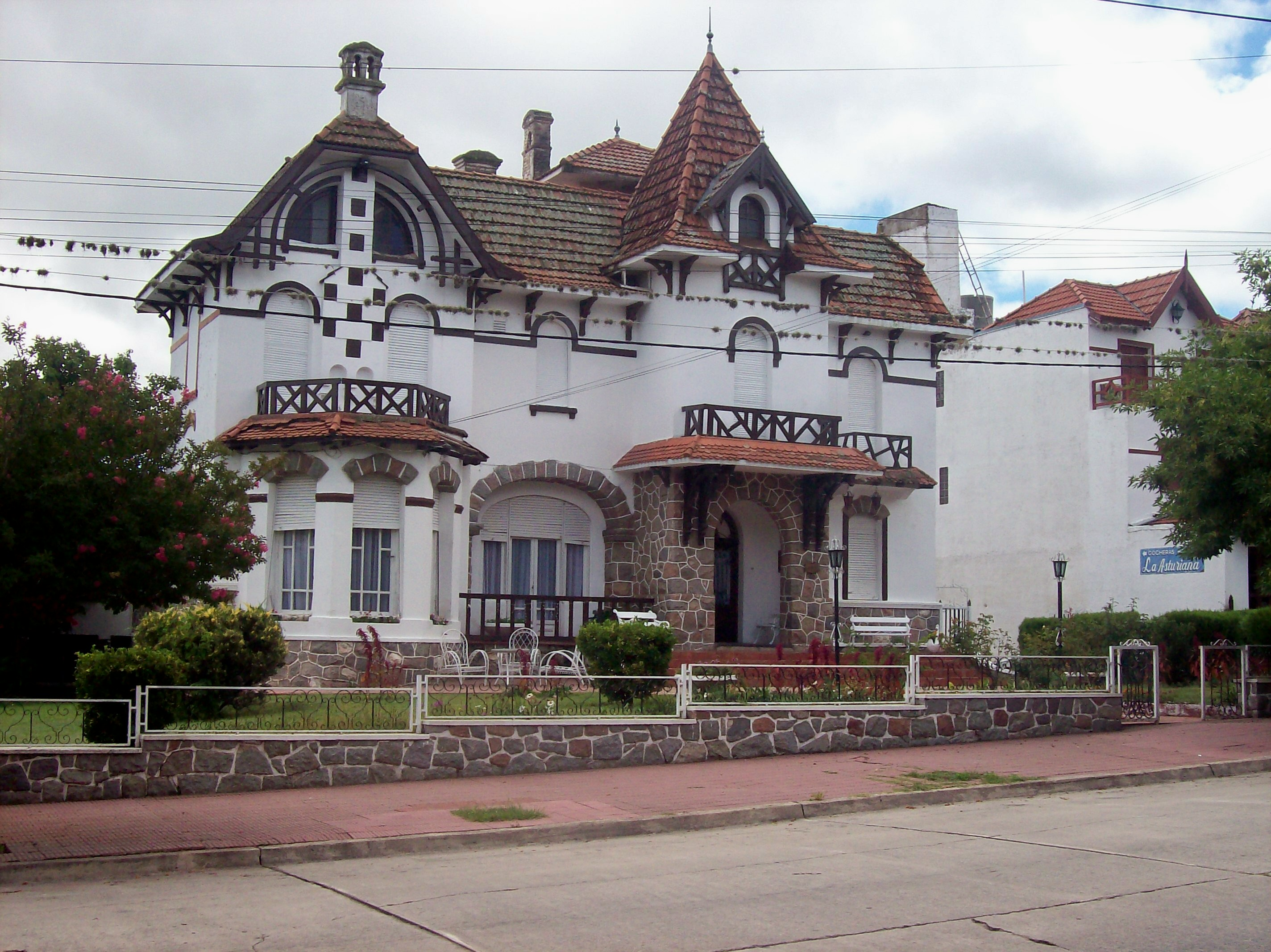
L'hôtel Asturiana.
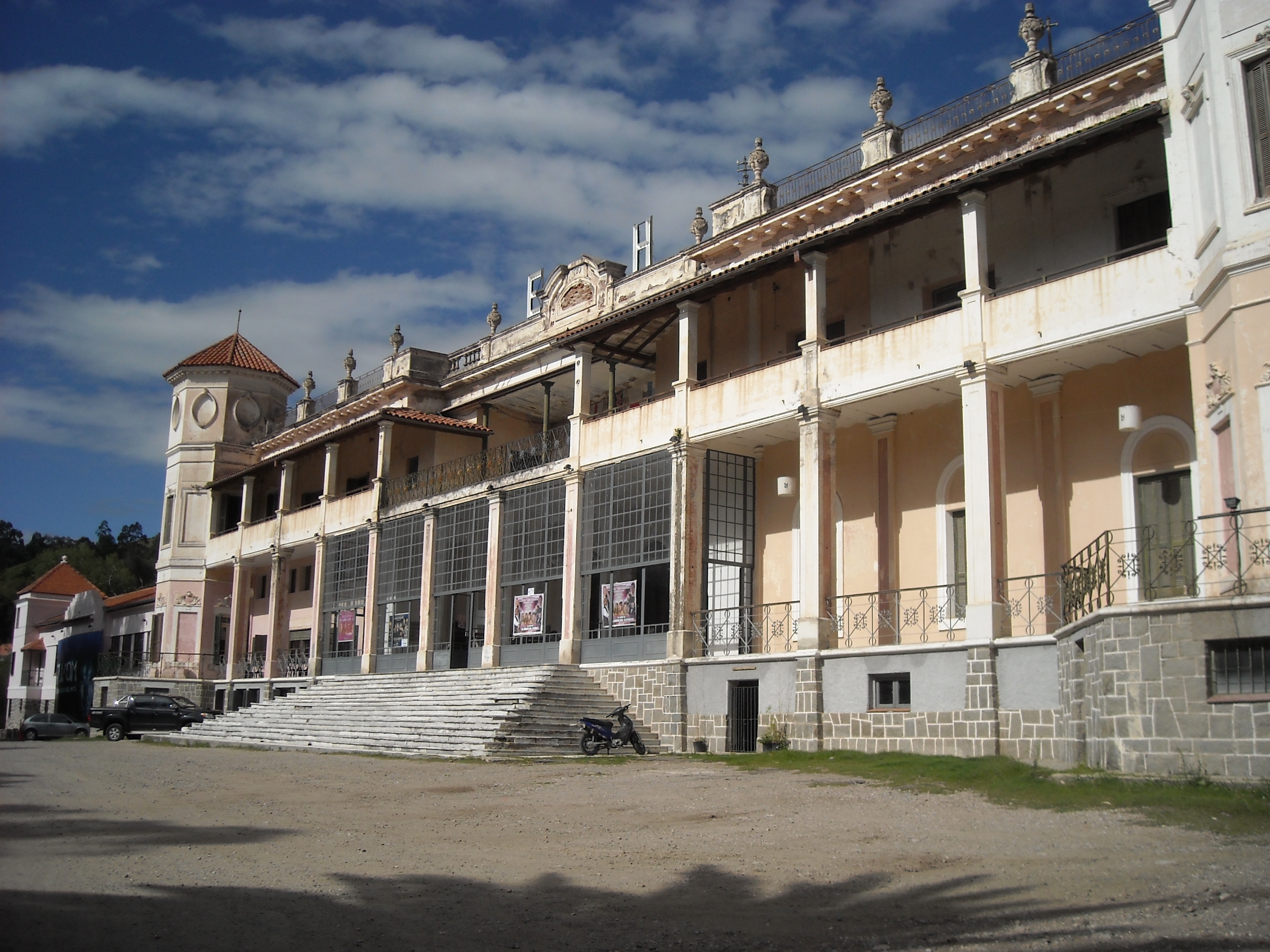
Hôtel Edén
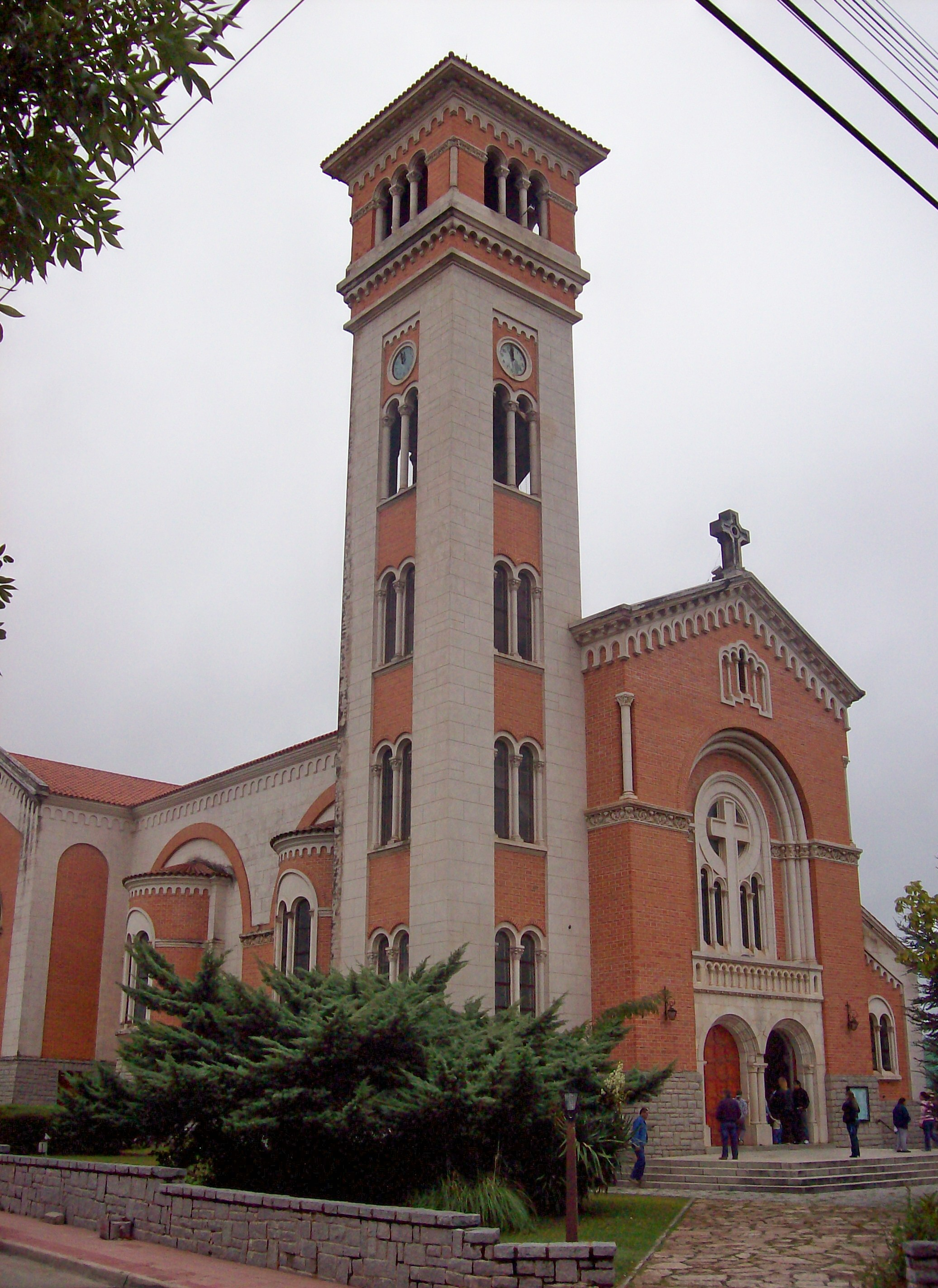
Una chiesa.